# کورده اوساندینا
کورده اوساندینا (انگلیسی: Korede Osundina؛ زادهٔ ۱۳ فوریهٔ ۲۰۰۴) بازیکن فوتبال اهل ایالات متحده آمریکا است که در حال حاضر به صورت قرضی از باشگاه فوتبال فاینورد، برای باشگاه فوتبال دوردرخت بازی می‌کند. 
وی همچنین در تیم ملی فوتبال زیر ۱۹ سال آمریکا بازی کرده است.

## زندگی شخصی
اوساندینا در ایالات متحده آمریکا متولد شده‌است اما اصالتا نیجریه‌ای تبار است.